# Wassili Michailowitsch Alexejew
Wassili Michailowitsch Alexejew (russisch Василий Михайлович Алексеев; * 2. Januarjul. / 14. Januar 1881greg. in St. Petersburg; † 12. Mai 1951 ebenda) war ein russischer und sowjetischer Sinologe. Er leistete wichtige Forschungsbeiträge zur chinesischen Volkskunde und Literatur und gilt als Gründer der modernen russischen Schule der Sinologie.
Der Arbeitersohn studierte 1898–1902 Sinologie in St. Petersburg und untersuchte anschließend in der numismatischen Abteilung des Britischen Museums münzähnliche Amulette. In Paris wurde er zum Schüler des Sinologen Édouard Chavannes, den er vom Mai bis zum Oktober 1907 auf einer archäologisch ausgerichteten China-Reise begleitete. In China beschäftigte er sich intensiv mit den volkstümlichen nianhua oder Neujahrsholzschnitten, die bis dahin in der an der Hochkultur orientierten Sinologie ignoriert worden waren. Er sammelte viele der billigen Holzschnitte und versuchte mit Hilfe seiner chinesischen Lehrer ihre Symbolik zu entschlüsseln. Daneben widmete er sich der chinesischen Phonetik. Weitere ethnografisch ausgerichtete Chinareisen, diesmal ohne Chavannes, folgten im Januar 1909 und im Mai bis Juli 1912, also im Jahr der Gründung der ersten chinesischen Republik nach der Xinhai-Revolution.
1916 erschien in St. Petersburg seine zweibändige Dissertationsschrift Ein chinesisches Poem über den Dichter: Die Stanzen des Sikong Tu (837-908), später ergänzt um Abhandlungen zu Poemen über Maler und Kalligraphen sowie zahlreiche Übersetzungen klassischer chinesischer Literatur. So übersetzte Aleksejew das Liaozhai Zhiyi von Pu Songling ins Russische. Zu seinen bekanntesten Werken zählt sein Reisetagebuch V starom Kitae  über seine China-Reise im Jahr 1907, das 1958 postum erschien und auch ins Deutsche übersetzt wurde.
1923 wurde er korrespondierendes und 1929 Vollmitglied der Akademie der Wissenschaften der UdSSR.

## Werke
- China im Jahre 1907 – Ein Reisetagebuch. Hrsg. von B. L. Riftin, Aus dem Russischen übertragen von S. Behrsing, Mit einem Essay "Der russische Sinologe Alekseev und seine Chinareisen" von M. V. Bankovskaja u. B. L. Riftin. Kiepenheuer Verlag, Leipzig/Weimar, 1989; ISBN 3378002484 [V starom Kitae, dt.]
- The Chinese gods of wealth : a lecture, delivered at the School of Oriental Studies, University of London. London : School of Oriental Studies, 1928
- La Littérature chinoise. Six conférences au Collège de France et au Musée Guimet. Annales du Musée Guimet. Bibliothèque de vulgarisation, 52. Paris : Geuthner, 1937
- Der Schauspieler als Held in der Geschichte Chinas. Asia Major, Band 10, 1934, S. 33–58, PDF (Memento vom 8. Januar 2011 im Internet Archive)
- Rasskazy Ljao Čžaja o neobyčajnom / Pu Sunlin. V per. s kitaj. V. M. Alekseeva. Moskva : Chudožestv. Literatura, 1988 (Biblioteka kitajskoj literatury)